# Danh sách cơ quan đại diện ngoại giao tại Việt Nam Cộng hòa
Danh sách cơ quan đại diện ngoại giao tại Việt Nam Cộng hòa là danh sách đại sứ quán, tổng lãnh sự quán và lãnh sự quán từ khắp nơi trên thế giới tại cựu quốc gia Đông Nam Á là Việt Nam Cộng hòa (Nam Việt Nam). Trước khi sụp đổ vào tháng 4 năm 1975, Việt Nam Cộng hòa đã được 95 nước công nhận về mặt ngoại giao, trong đó có Hoa Kỳ.:5, Một số nước có quan hệ ngoại giao cũng đã thành lập cơ quan đại diện ngoại giao tại Việt Nam Cộng hòa.

## Đại sứ quán

### Sài Gòn
| - Úc - Brasil (đến năm 1969) - Pháp - Israel - Ý - Tòa Thánh - Nhật Bản - Cộng hòa Khmer - Vương quốc Lào - Malaysia | - Hà Lan - New Zealand - Philippines - Trung Hoa Dân Quốc - Đại Hàn Dân Quốc - Thái Lan - Vương quốc Anh - Hoa Kỳ - Tây Đức |

## Tổng lãnh sự quán

### Sài Gòn
- Pháp
- Ấn Độ
- Indonesia
- Thụy Sĩ

## Lãnh sự quán

### Sài Gòn
- Bỉ (Lãnh sự danh dự)
- Đan Mạch (Lãnh sự danh dự)
- Na Uy (Lãnh sự danh dự)
- Panama (Lãnh sự danh dự)
- Bồ Đào Nha
- Thụy Điển (Lãnh sự danh dự)

### Huế
- Trung Hoa Dân Quốc (chuyển đến Đà Nẵng năm 1968)[10]
- Hoa Kỳ

### Đà Nẵng
- Pháp

## Đại sứ quán không thường trú

### Sài Gòn
- Argentina (Băng Cốc)
- Áo (Băng Cốc)
- Bỉ (Manila)
- Brasil (Băng Cốc)[6]
- Đan Mạch (Băng Cốc)
- Gabon (Đài Bắc)[11]
- Hy Lạp (New Delhi)
- Thượng Volta (Tokyo)[5]:221
- Tây Ban Nha (Băng Cốc)[12]
- Thụy Điển (Băng Cốc)
- Thổ Nhĩ Kỳ (Băng Cốc)[13]